# آرون اشمور
آرون ریچارد اشمور (به انگلیسی: Aaron Richard Ashmore) (زاده ۷ اکتبر ۱۹۷۹) یک بازیگر کانادایی است که بیشتر معرفیت او برای بازی در نقش جیمی اولسن در سریال اسمالویل و استیو جینکز در فیلم انبار ۱۳ است. او برادر دوقلوی شان اشمور بازیگر فیلم‌های آمریکایی است. او در فیلم‌های ذوب‌شدن، فرشته سنگی و ایمنی اشیاء هم بازی کرده‌است.
او در فصل ششم مجموعه تلویزیونی اسمالویل نقش اولین عشق کلویی سالیوان به نام جیمی اولسن را داشت و تا فصل هشتم در این نقش باقی‌ماند.
اشمور پس از دو سال در آخرین قسمت سریال برای بازی در نقش برادر کوچکتر جیمی به سریال بازگشت. دوست او سم هانتیگتون نقش جیمی اولسن را فیلم بازگشت سوپرمن بازی کرد.